# Springfield Thunderbirds
Springfield Thunderbirds – amerykański klub hokeja na lodzie z siedzibą w Springfield.
Pierwotnie klub został założony w 1975 w rozgrywkach NAHL. Po nabyciu koncesji następcą prawnym Portland Pirates (1993-2016). Wcześniej istniały Erie Blades (1975–1982), Baltimore Skipjacks (1982–1993).
W 2020 został zespołem farmerskim dla St. Louis Blues z NHL.